# Allerheiligenkerk op Koelisjki

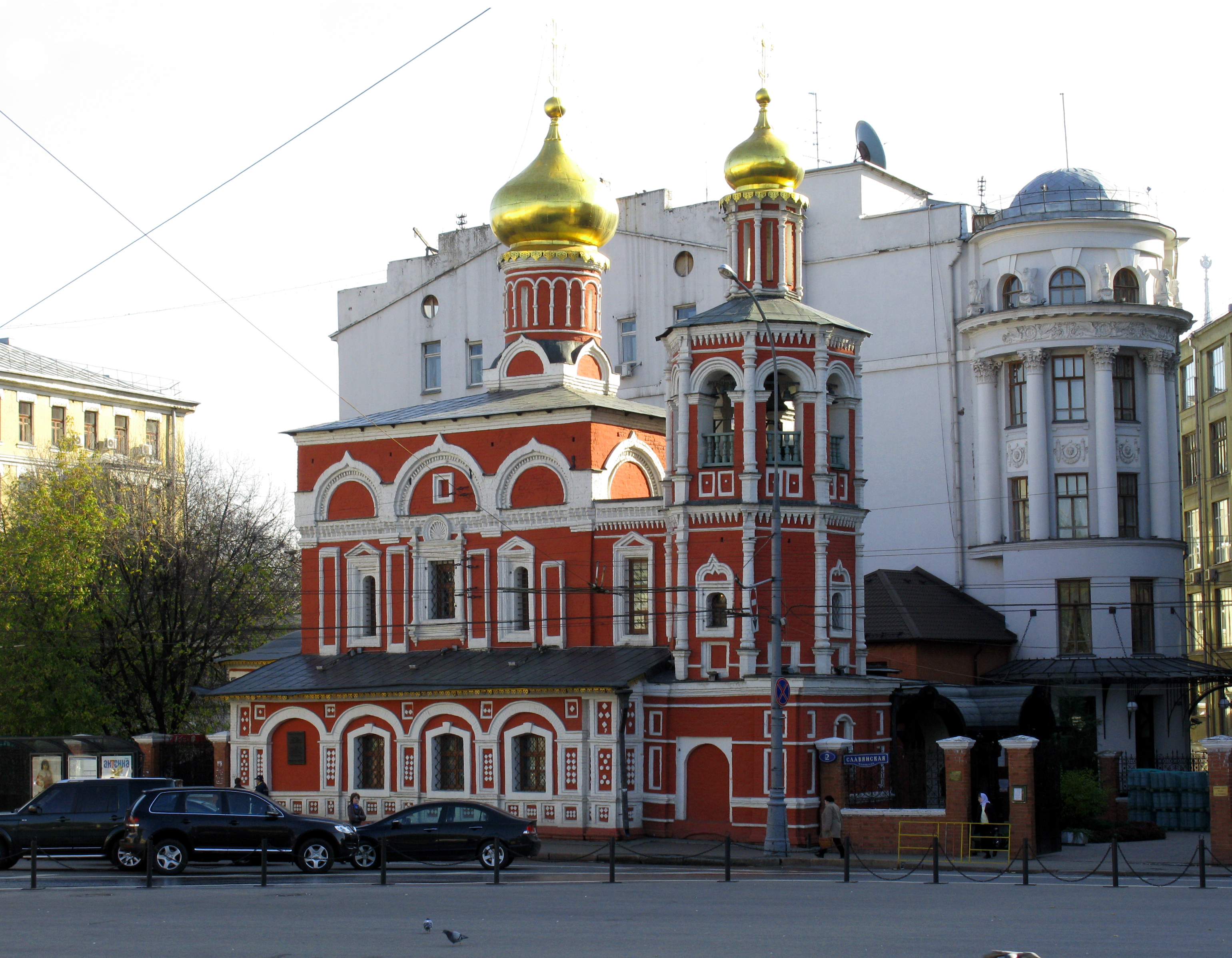
Allerheiligenkerk op Koelisjki

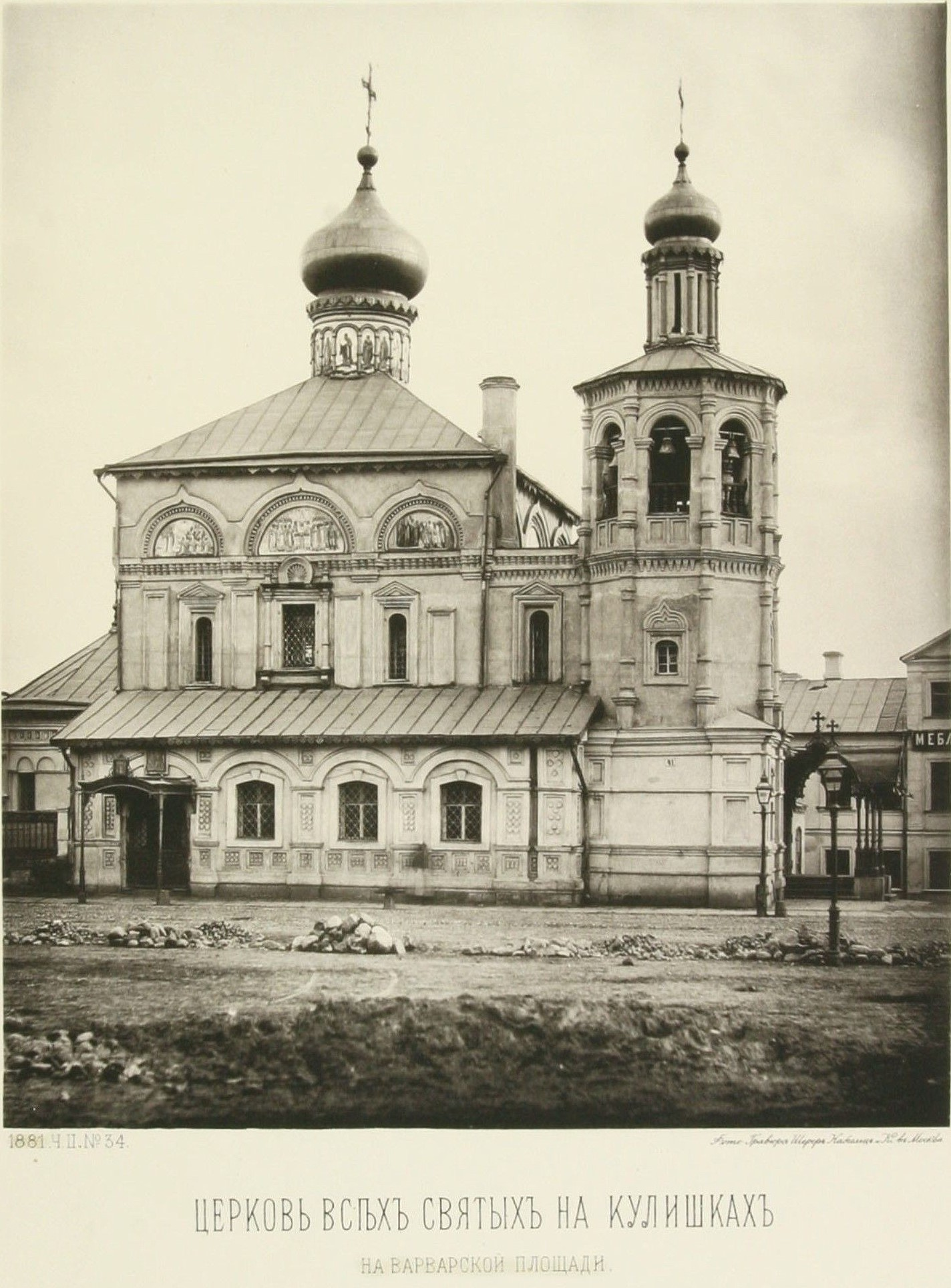
Allerheiligenkerk gefotografeerd in 1882 door Nikolaj Najdenov

De Allerheiligenkerk op Koelisjki (Russisch: Церковь Всех Святых на Кулишках, Tserkov Vsech Svjatych na Koelisjkach) is een Russisch-orthodoxe Kerk in Moskou, gelegen aan de Soljanski Projezd (Kitajgorod), op amper vijf minuten loopafstand van het Kremlin.

## Stichting
Naar men aanneemt ligt de oorsprong van het gebouw in het jaar 1380, toen Dmitri Donskoi een houten kerkje liet bouwen ter nagedachtenis van de slachtoffers van de Slag op het Koelikovo-veld.

## Geschiedenis
In 1488 werd het houten kerkje vervangen door een kerk van steen. In de loop van de tijd vonden meerdere verbouwingen plaats. Nadat het gebouw door brand werd getroffen, kreeg de kerk in de jaren 1687-1689 haar barokke vorm. Door de eeuwen heen is de kerk sterk verzakt waardoor de begane grond een kerk onder de kerk is geworden. De toren hangt zwaar uit het lood.

## Sluiting
In 1930 werd de kerk gesloten. Zoals de meeste kerkgebouwen in het atheïstische Rusland stond ook deze kerk op de nominatie om te worden gesloopt. Het gebouw kwam echter in handen van het Volkscommissariaat voor Interne Zaken, het NKVD. Bij opgravingen in 1994 ontdekte men dat de NKVD de kelder van de kerk gebruikte om al dan niet vermeende tegenstanders te elimineren. Ter herdenking van de slachtoffers werd een kruis geplaatst. In 1975 droeg men de voormalige kerk over aan het Museum van Geschiedenis van Moskou. Bij archeologisch onderzoek vond men onder de kerk funderingsresten van de oorspronkelijke houten kerk. Vanaf 1978 werd de kerk gerestaureerd.

## Heropening
In 1991 keerde het gebouw weer terug naar de rechtmatige eigenaar, de Russisch-orthodoxe Kerk. Vervolgens werd de kerk gerestaureerd (1995) en kreeg het gebouw zijn kleurrijke stijl terug. Bij de laatste restauratie constateerde men dat de fundering van de kerk veel te wensen overlaat en dat de klokkentoren steeds meer afwijkt van kerk. Op dit moment zijn er werkzaamheden aangevangen om het gebouw te stabiliseren. De kerk zal bovendien in haar geheel worden opgekrikt, zodanig dat de onderste verdieping weer bovengronds komt. Naar verwachting zullen de werkzaamheden in het jaar 2014 worden afgerond .